# Harttiella crassicauda
Espèce
Synonymes
- Harttia crassicauda Boeseman, 1953 (protonyme)

Harttiella crassicauda est une espèce de poissons-chats de la famille des Loricariidae.
L'espèce est décrite en 1953 par l'ichtyologiste néerlandais Marinus Boeseman, puis n'est pas retrouvée durant plus de 50 ans. Présumée éteinte, elle est retrouvée en 2005. L'espèce est endémique des monts Nassau, au Suriname. Elle a une répartition très restreinte et est grandement menacée,.

## Publication originale
- Boeseman, 1953 : Scientific results of the Surinam Expedition 1948-1949 Par II. Zoology N°2 The Fishes (I), Zoologische Mededelingen  vol. 32 n. 1 (texte intégral).